# Melitta Bentz
Amalie Auguste Melitta Bentz, geboren als Amalie Auguste Melitta Liebscher (Dresden, 31 januari 1873 – Porta Westfalica, 29 juni 1950) is de uitvindster van het koffiefilter.
Melitta Bentz ergerde zich aan het koffiedik dat onlosmakelijk verbonden was met het maken van koffie. Zij bedacht dat een filter de oplossing zou zijn en gebruikte hiervoor een messing schaaltje waar ze gaten in sloeg. Hierin legde ze een vloeipapier uit een schoolschrift van haar zoon. Door hierin gemalen koffie te leggen en te overgieten met water kon ze koffie maken zonder drab. Tijdens een koffiekransje met vriendinnen werd haar uitvinding enthousiast verwelkomd. Op 20 juni 1908 verkreeg ze het patent op het koffiefilter.

## Het Melitta-bedrijf
Samen met haar man Hugo verbeterde ze het ontwerp en zochten ze beter papier voor het filter. Met hulp van een tinsmid werd een filterapparaat ontwikkeld waarin het koffiefilter kon worden geplaatst. Op 15 december 1908 richtte het echtpaar het bedrijf "Firma M. Bentz" op, met een startkapitaal van 73 pfennig en 40 vierkante meter bedrijfsruimte. Het daaropvolgende jaar verkocht het bedrijf 1200 koffiefilters op de handelsbeurs in Leipzig.
Hugo Bentz gaf na enige tijd zijn baan op om zich te richten op het bedrijf en ook de zonen hielpen mee met de distributie van de goederen. De tweede zoon, Horst, volgde zijn vader later op als directeur. De oudste zoon, Willy, verliet de onderneming al na enkele jaren om directeur van een papierfabriek te worden.
Gedurende de jaren die volgden werd het bedrijf steeds groter. Zo betrok de firma in 1915 een pand dat 200 vierkante meter groot was. Op dat moment waren er 15 arbeiders in dienst. In 1920 betrok de firma het naastgelegen pand dat een oppervlakte had van 800 vierkante meter.
In 1929 verhuisde de onderneming Melitta Unternehmensgruppe Bentz KG naar Minden, waar ze tot op heden gevestigd is. Horst Bentz was tijdens het Derde Rijk lid van Adolf Hitlers NSDAP. Na de oorlog werd hij door de Britse bezettingsautoriteiten als meeloper met het nazisme beschouwd, en kwam er met een vrij lichte straf af. In 1957 draaide Melitta weer als voor de oorlog. Horst Bentz bleef tot 1980 directeur.
Voor de productie van porseleinen koffiefilterhouders, en voor koffiedrinken bedoeld, wit serviesgoed, stichtte Melitta in 1953 een fabriek met de naam Friesland van die goederen te Varel. Deze dochteronderneming werd in 1991 weer afgestoten.
Naast het produceren van metalen filters, leverde de firma vanaf 1919 ook aluminium en porseleinen filters die door derden werden geproduceerd. Deze filters zorgden voor minder bijsmaken aan de koffie.
In 1937 werd het ontwerp van het filter gewijzigd tot de nu bekende kegelvorm. Hierdoor bleef de koffie goed onderin liggen en ging er zo min mogelijk van de smaak verloren.
De firma wordt nog steeds geleid door familie van de oprichtster, die in 1950 op 77-jarige leeftijd overleed. De productie omvat nu ook koffiezetapparaten e.d.